# 바너비 조이스

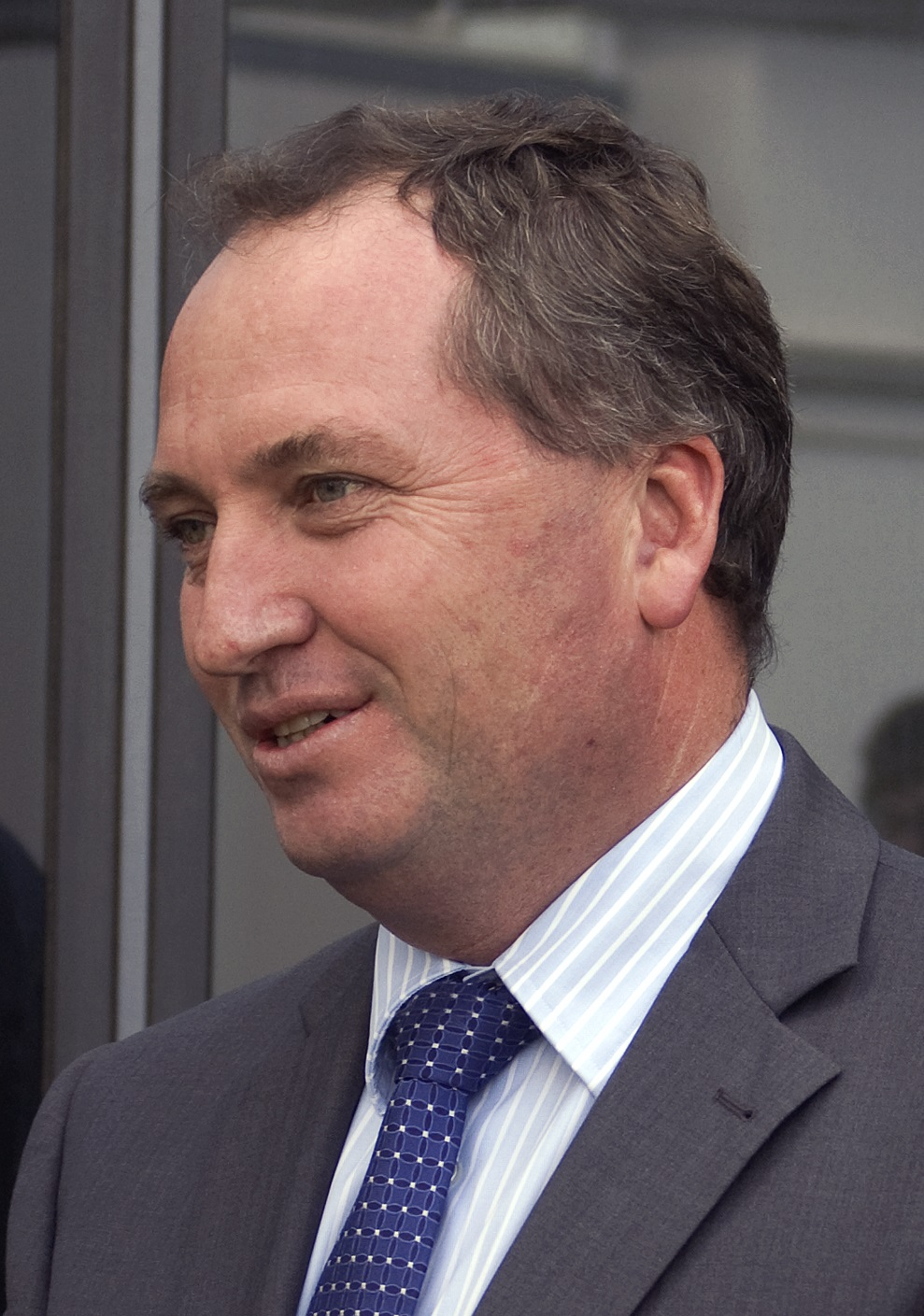
바너비 조이스 (2010년)

바너비 토마스 다렐 조이스(영어: Barnaby Thomas Gerard Joyce, 1967년 4월 17일 ~ )는 오스트레일리아의 정치인이다.

## 역대 선거 결과
| 선거명      | 직책명                       | 대수 | 정당                  | 득표율 | 득표수    | 결과 | 당락                     |
| ----------- | ---------------------------- | ---- | --------------------- | ------ | --------- | ---- | ------------------------ |
| 2004년 선거 | 상원의원 (퀸즐랜드 선거구)   | 41대 | 오스트레일리아 국민당 | 6.61%  | 149,719표 | 5위  | 퀸즐랜드 상원의원 당선   |
| 2013년 선거 | 하원의원 (뉴잉글랜드 선거구) | 44대 | 오스트레일리아 국민당 | 54.21% | 49,486표  | 1위  | 뉴잉글랜드 하원의원 당선 |
| 2016년 선거 | 하원의원 (뉴잉글랜드 선거구) | 45대 | 오스트레일리아 국민당 | 52.29% | 49,673표  | 1위  | 뉴잉글랜드 하원의원 당선 |
| 2017년 선거 | 하원의원 (뉴잉글랜드 선거구) | 45대 | 오스트레일리아 국민당 | 64.92% | 57,016표  | 1위  | 뉴잉글랜드 하원의원 당선 |
| 2019년 선거 | 하원의원 (뉴잉글랜드 선거구) | 46대 | 오스트레일리아 국민당 | 54.82% | 53,348표  | 1위  | 뉴잉글랜드 하원의원 당선 |
| 2022년 선거 | 하원의원 (뉴잉글랜드 선거구) | 47대 | 오스트레일리아 국민당 | 52.47% | 51,036표  | 1위  | 뉴잉글랜드 하원의원 당선 |